# En skidt knægt
En skidt knægt er en roman fra 1998 skrevet af Bent Vinn Nielsen.
Bogen følger de to skolekammerater Bjarne og Kasper og deres opvækst i en lille by i Vendsyssel i 1960'erne.
Bjarne kan dog udmærket se alle Kaspers mindre tiltalende sider, som der ikke bliver færre af, efterhånden som de to venner vokser til. Bjarne elsker at lønarbejde, men han vil også gerne være med, hvor der sker noget – også selvom der kun er plads til ham i periferien af Kaspers mere og mere anløbne omgangskreds.